# Puchar Polski w Koszykówce Mężczyzn 2013/2014
Puchar Polski w Koszykówce Mężczyzn 2013/2014 – 51. edycja turnieju, który miał na celu wyłonienie zdobywcy Pucharu Polski w koszykówce mężczyzn.
Triumfatorem rozgrywek został Śląsk Wrocław po wygranej w finale 90:87 z PGE Turowem Zgorzelec, natomiast MVP został Michał Gabiński ze Śląska Wrocław.

## System rozgrywek
22 sierpnia 2013 roku Wydział Sportowy Polskiej Ligi Koszykówki wydał komunikat dotyczący systemu rozgrywek:
- Etap I – Faza Wstępna na szczeblu PLK: w etapie udział bierze 10 drużyn Tauron Basket Ligi z wyjątkiem Stelmetu Zielona Góra i PGE Turowa Zgorzelec, które udział w rozgrywkach rozpoczęły od etapu II drugiej rundy. Drużyny rozegrają ze sobą rywalizację systemem mecz i rewanż, a zwycięzcy awansują do etapu II. Po zakończeniu etapu I został wyłoniony gospodarz turnieju finałowego, na którego wybrano Śląska Wrocław, dzięki czemu mógł grać w turnieju bez konieczności uczestnictwa w etapie II.
- Etap II – Faza Centralna: do etapu przystąpiło 5 drużyn z etapu I, 3 drużyny Intermarché Basket Cup na szczeblu PZKosz oraz Stelmet Zielona Góra i PGE Turów Zgorzelec. Zwycięzcy meczów pierwszej rundy awansują do drugiej rundy, którego zwycięzcy meczów awansują do turnieju finałowego.
- Etap III – Turniej finałowy: w turnieju finałowy udział wzięły 3 drużyny, które wygrały mecze w drugiej rundy etapu II oraz gospodarz, Śląsk Wrocław. Rozegrano półfinały i finał, w którym grali zwycięzcy półfinałów.

## Pierwsza runda
Losowanie par odbyło się 9 października 2013 roku podczas Superpucharu Polski 2013 w Zielonej Górze.
Wyniki
| Drużyna 1                            | Wynik dwumeczu | Drużyna 2                  | Pierwszy mecz | Drugi mecz |
| ------------------------------------ | -------------- | -------------------------- | ------------- | ---------- |
| Rosa Radom                           | 185:137        | Kotwica Kołobrzeg          | 79:87         | 106:50     |
| Polpharma Starogard Gdański          | 172:170        | Stabill Jezioro Tarnobrzeg | 97:79         | 75:91      |
| Anwil Włocławek                      | 145:131        | Suzuki Arka Gdynia         | 75:68         | 70:63      |
| Trefl Sopot                          | 135:149        | Energa Czarni Słupsk       | 69:77         | 66:72      |
| Śląsk Wrocław                        | 158:136        | AZS Koszalin               | 74:69         | 84:67      |
| Po lewej gospodarz pierwszego meczu. |                |                            |               |            |

### Pierwszy mecz
| 27 października 201317:00 | Rosa Radom                               | 79:87(22:21, 19:28, 25:19, 13:19) | Kotwica Kołobrzeg                           | Radomskie Centrum Sportu, Radom Sędzia: Janusz Calik, Maciej Kotulski, Robert Zieliński |
| 27 października 201317:00 | Pkt:Johnson 19 Zb:Adams 15 As:Majewski 5 | 79:87(22:21, 19:28, 25:19, 13:19) | Pkt:Parks 15 Zb:Parks 8 As:Parks, Sapp po 5 | Radomskie Centrum Sportu, Radom Sędzia: Janusz Calik, Maciej Kotulski, Robert Zieliński |

| 11 listopada 201317:00 | Polpharma Starogard Gdański                         | 97:79(34:26, 29:17, 14:19, 20:17) | Stabill Jezioro Tarnobrzeg               | Hala im. Andrzeja Grubby, Starogard Gdański Sędzia: Dariusz Włodkowski, Paweł Białas, Krzysztof Tuński |
| 11 listopada 201317:00 | Pkt:Varanauskas 23 Zb:Trybański 17 As:Varanauskas 4 | 97:79(34:26, 29:17, 14:19, 20:17) | Pkt:Doaks 19 Zb:Doaks 10 As:Nowakowski 7 | Hala im. Andrzeja Grubby, Starogard Gdański Sędzia: Dariusz Włodkowski, Paweł Białas, Krzysztof Tuński |

| 13 listopada 201318:00 | Anwil Włocławek                               | 75:68(22:13, 19:12, 15:19, 19:24) | Suzuki Arka Gdynia                           | Hala Mistrzów, Włocławek Sędzia: Tomasz Tomaszewski, Cezary Nowicki, Jakub Pietrzak |
| 13 listopada 201318:00 | Pkt:Dulkys 19 Zb:Mijatović 12 As:Sokołowski 6 | 75:68(22:13, 19:12, 15:19, 19:24) | Pkt:Szczotka 19 Zb:Szczotka 8 As:Kowalczyk 6 | Hala Mistrzów, Włocławek Sędzia: Tomasz Tomaszewski, Cezary Nowicki, Jakub Pietrzak |

| 13 listopada 201319:00 | Trefl Sopot                                            | 69:77(18:21, 18:15, 22:17, 11:24) | Energa Czarni Słupsk                 | Ergo Arena, Gdańsk/Sopot Sędzia: Dariusz Zapolski, Marcin Bieńkowski, Karol Nowak |
| 13 listopada 201319:00 | Pkt:Leończyk 14 Zb:Gadri-Nicholson 7 As:Vasiliauskas 3 | 69:77(18:21, 18:15, 22:17, 11:24) | Pkt:Stutz 27 Zb:Stutz 10 As:Śnieg 10 | Ergo Arena, Gdańsk/Sopot Sędzia: Dariusz Zapolski, Marcin Bieńkowski, Karol Nowak |

| 19 listopada 201319:00 | Śląsk Wrocław                                   | 74:69(20:9, 16:23, 20:28, 18:9) | AZS Koszalin                        | Hala „Orbita”, Wrocław Sędzia: Marek Ćmikiewicz, Robert Mordal, Michał Chrakowiecki |
| 19 listopada 201319:00 | Pkt:Malešević 19 Zb:Thompson 7 As:Skibniewski 5 | 74:69(20:9, 16:23, 20:28, 18:9) | Pkt:Dunn 24 Zb:Labović 4 As:Henry 4 | Hala „Orbita”, Wrocław Sędzia: Marek Ćmikiewicz, Robert Mordal, Michał Chrakowiecki |

### Rewanże
| 3 listopada 201317:00 | Kotwica Kołobrzeg                  | 50:106(16:26, 13:21, 15:31, 6:28) | Rosa Radom                              | Hala Milenium, Kołobrzeg Sędzia: Roman Putyra, Marcin Koralewski, Bartosz Puzoń |
| 3 listopada 201317:00 | Pkt:Sapp 12 Zb:Johnson 7 As:Sapp 6 | 50:106(16:26, 13:21, 15:31, 6:28) | Pkt:Johnson 23 Zb:Adams 10 As:Lucious 7 | Hala Milenium, Kołobrzeg Sędzia: Roman Putyra, Marcin Koralewski, Bartosz Puzoń |

| 20 listopada 201319:00 | Energa Czarni Słupsk               | 72:66(26:10, 9:20, 19:15, 18:21) | Trefl Sopot                                                   | Hala Gryfia, Słupsk Sędzia: Wojciech Liszka, Roman Putyra, Bartosz Puzoń |
| 20 listopada 201319:00 | Pkt:Hulls 22 Zb:Trice 6 As:Hulls 4 | 72:66(26:10, 9:20, 19:15, 18:21) | Pkt:Gadri-Nicholson 15 Zb:Gadri-Nicholson 8 As:Vasiliauskas 5 | Hala Gryfia, Słupsk Sędzia: Wojciech Liszka, Roman Putyra, Bartosz Puzoń |

| 5 grudnia 201319:00 | Suzuki Arka Gdynia                         | 63:70(19:17, 10:16, 17:21, 17:16) | Anwil Włocławek                            | Polsat Plus Arena Gdynia, Gdynia Sędzia: Artur Fiedler, Marcin Koralewski, Radosław Szagun |
| 5 grudnia 201319:00 | Pkt:Dmitrijew 24 Zb:Szczotka 9 As:Walton 5 | 63:70(19:17, 10:16, 17:21, 17:16) | Pkt:Sokołowski 17 Zb:Clanton 7 As:Katnić 6 | Polsat Plus Arena Gdynia, Gdynia Sędzia: Artur Fiedler, Marcin Koralewski, Radosław Szagun |

| 8 grudnia 201318:00 | Stabill Jezioro Tarnobrzeg                              | 91:75(24:13, 20:28, 23:16, 24:18) | Polpharma Starogard Gdański        | Hala "Wisła", Tarnobrzeg Sędzia: Dariusz Szczerba, Marcin Bieńkowski, Krzysztof Puchałka |
| 8 grudnia 201318:00 | Pkt:Weeden 19 Zb:Allen, Nowakowski po 6 As:Nowakowski 6 | 91:75(24:13, 20:28, 23:16, 24:18) | Pkt:Hicks 22 Zb:Paul 7 As:Jeftić 5 | Hala "Wisła", Tarnobrzeg Sędzia: Dariusz Szczerba, Marcin Bieńkowski, Krzysztof Puchałka |

| 21 grudnia 201318:00 | AZS Koszalin                      | 67:84(11:21, 22:24, 17:21, 17:18) | Śląsk Wrocław                           | HWS Koszalin, Koszalin Sędzia: Janusz Calik, Tomasz Trojanowski, Łukasz Andrzejewski |
| 21 grudnia 201318:00 | Pkt:Henry 17 Zb:Dunn 6 As:Henry 2 | 67:84(11:21, 22:24, 17:21, 17:18) | Pkt:Gibson 18 Zb:Gabiński 7 As:Sulima 5 | HWS Koszalin, Koszalin Sędzia: Janusz Calik, Tomasz Trojanowski, Łukasz Andrzejewski |

## Etap II

### Pierwsza runda
Losowanie par odbyło się 2 stycznia 2014 roku.
| 14 stycznia 201418:00 | Polfarmex Kutno                                   | 65:73(20:24, 24:11, 10:24, 11:14) | Stabill Jezioro Tarnobrzeg                             | Hala SP nr 9, Kutno Sędzia: Tomasz Tomaszewski, Cezary Nowicki, Radosław Szagun |
| 14 stycznia 201418:00 | Pkt:Jakóbczyk 12 Zb:Dłuski 8 As:Bręk, Pabian po 5 | 65:73(20:24, 24:11, 10:24, 11:14) | Pkt:Fitzgerald 19 Zb:Allen 8 As:Allen, Nowakowski po 5 | Hala SP nr 9, Kutno Sędzia: Tomasz Tomaszewski, Cezary Nowicki, Radosław Szagun |

| 15 stycznia 201418:00 | MOSiR PBS Bank KHS Krosno                          | 67:71(16:17, 19:21, 15:24, 17:9) | Rosa Radom                                                 | Hala MOSiR, Krosno Sędzia: Dariusz Lenczowski, Mariusz Nawrocki, Tomasz Trybalski |
| 15 stycznia 201418:00 | Pkt:Wyka 18 Zb:Fraś 10 As:Malczyk, Musijowski po 5 | 67:71(16:17, 19:21, 15:24, 17:9) | Pkt:Archibeque, Lucious po 14 Zb:Archibeque 9 As:Lucious 3 | Hala MOSiR, Krosno Sędzia: Dariusz Lenczowski, Mariusz Nawrocki, Tomasz Trybalski |

| 15 stycznia 201418:30 | IB BM SlamStal Ostrów Wielkopolski           | 74:91(15:22, 16:31, 15:26, 28:12) | Anwil Włocławek                          | Arena Ostrów, Ostrów Wielkopolski Sędzia: Robert Mordal, Jan Piróg, Piotr Dytko |
| 15 stycznia 201418:30 | Pkt:Olejnik 17 Zb:Andrzejewski 7 As:Dymała 5 | 74:91(15:22, 16:31, 15:26, 28:12) | Pkt:Katnić 18 Zb:Clanton 10 As:Clanton 4 | Arena Ostrów, Ostrów Wielkopolski Sędzia: Robert Mordal, Jan Piróg, Piotr Dytko |

| 15 stycznia 201419:00 | Energa Czarni Słupsk                               | 76:56(24:13, 17:10, 19:21, 16:12) | Polpharma Starogard Gdański                                    | Hala Gryfia, Słupsk Sędzia: Piotr Pastusiak, Damian Ottenburger, Krzysztof Tuński |
| 15 stycznia 201419:00 | Pkt:Stutz 16 Zb:Stutz 7 As:Hulls, Jarmakowicz po 4 | 76:56(24:13, 17:10, 19:21, 16:12) | Pkt:Johnson, Trybański po 9 Zb:Johnson 12 As:9 zawodników po 1 | Hala Gryfia, Słupsk Sędzia: Piotr Pastusiak, Damian Ottenburger, Krzysztof Tuński |

### Druga runda
Losowanie par odbyło się 17 stycznia 2014 roku.
| 4 lutego 201418:30 | Stabill Jezioro Tarnobrzeg                  | 83:77(27:18, 22:11, 17:24, 17:24) | Stelmet Zielona Góra                          | Hala "Wisła", Tarnobrzeg Sędzia: Marek Maliszewski, Grzegorz Dziopak, Karol Nowak |
| 4 lutego 201418:30 | Pkt:Goffney 20 Zb:Fitzgerald 7 As:Goffney 5 | 83:77(27:18, 22:11, 17:24, 17:24) | Pkt:Koszarek 22 Zb:Dragičević 7 As:Koszarek 6 | Hala "Wisła", Tarnobrzeg Sędzia: Marek Maliszewski, Grzegorz Dziopak, Karol Nowak |

| 5 lutego 201418:00 | Anwil Włocławek                                                    | 65:63(10:19, 17:16, 24:16, 14:12) | Energa Czarni Słupsk                               | Hala Mistrzów, Włocławek Sędzia: Janusz Calik, Artur Fiedler, Jakub Pietrzak |
| 5 lutego 201418:00 | Pkt:Dulkys 15 Zb:Hajrić, Mijatović po 7 As:Katnić, Sokołowski po 4 | 65:63(10:19, 17:16, 24:16, 14:12) | Pkt:Trice 15 Zb:Trice 10 As:Nowakowski, Trice po 3 | Hala Mistrzów, Włocławek Sędzia: Janusz Calik, Artur Fiedler, Jakub Pietrzak |

| 5 lutego 201419:00 | PGE Turów Zgorzelec                                    | 83:80(13:22, 23:16, 25:24, 22:18) | Rosa Radom                                            | PGE Turów Arena, Zgorzelec Sędzia: Marek Ćmikiewicz, Dariusz Lenczowski, Marek Czernek |
| 5 lutego 201419:00 | Pkt:Kulig, Wiśniewski po 19 Zb:Kulig 9 As:Wiśniewski 5 | 83:80(13:22, 23:16, 25:24, 22:18) | Pkt:Lucious 18 Zb:Witka 12 As:Lucious, Łączyński po 5 | PGE Turów Arena, Zgorzelec Sędzia: Marek Ćmikiewicz, Dariusz Lenczowski, Marek Czernek |

## Final Four
Losowanie par odbyło się 17 stycznia 2014 roku. Turniej odbył się w okresie 8–9 lutego 2014 roku w Hali „Orbita” we Wrocławiu.
|  |                            |                            |               |               |    |                     |                     |       |
|  | Półfinały                  | Półfinały                  | Półfinały     |               |    | Finał               | Finał               | Finał |
|  | Półfinały                  | Półfinały                  | Półfinały     |               |    | Finał               | Finał               | Finał |
|  |                            |                            |               |               |    |                     |                     |       |
|  |                            |                            |               |               |    |                     |                     |       |
|  | Stabill Jezioro Tarnobrzeg | Stabill Jezioro Tarnobrzeg | 51            |               |    |                     |                     |       |
|  | Stabill Jezioro Tarnobrzeg | Stabill Jezioro Tarnobrzeg | 51            |               |    |                     |                     |       |
|  | PGE Turów Zgorzelec        | PGE Turów Zgorzelec        | 89            |               |    |                     |                     |       |
|  | PGE Turów Zgorzelec        | PGE Turów Zgorzelec        | 89            |               |    | PGE Turów Zgorzelec | PGE Turów Zgorzelec | 87    |
|  |                            |                            |               |               |    | PGE Turów Zgorzelec | PGE Turów Zgorzelec | 87    |
|  |                            |                            | Śląsk Wrocław | Śląsk Wrocław | 90 |                     |                     |       |
|  | Anwil Włocławek            | Anwil Włocławek            | Śląsk Wrocław | Śląsk Wrocław | 90 | 69                  |                     |       |
|  | Anwil Włocławek            | Anwil Włocławek            |               |               |    |                     |                     |       |
|  | Śląsk Wrocław              | Śląsk Wrocław              | 82            |               |    |                     |                     |       |
|  | Śląsk Wrocław              | Śląsk Wrocław              | 82            |               |    |                     |                     |       |
|  |                            |                            |               |               |    |                     |                     |       |

### Półfinały
| 8 lutego 201417:30 | Stabill Jezioro Tarnobrzeg                          | 51:89(15:32, 14:22, 14:13, 8:22) | PGE Turów Zgorzelec                                    | Hala „Orbita”, Wrocław Sędzia: Grzegorz Ziemblicki, Marcin Kowalski, Roman Putyra |
| 8 lutego 201417:30 | Pkt:Goffney 14 Zb:Allen 8 As:trzech zawodników po 1 | 51:89(15:32, 14:22, 14:13, 8:22) | Pkt:Dylewicz, Taylor po 15 Zb:Kulig 12 As:Wiśniewski 4 | Hala „Orbita”, Wrocław Sędzia: Grzegorz Ziemblicki, Marcin Kowalski, Roman Putyra |

| 8 lutego 201420:00 | Anwil Włocławek                          | 69:82(11:26, 17:24, 19:11, 22:21) | Śląsk Wrocław                                      | Hala „Orbita”, Wrocław Sędzia: Tomasz Trawicki, Wojciech Liszka, Robert Mordal |
| 8 lutego 201420:00 | Pkt:Dulkys 19 Zb:Mijatović 6 As:Katnić 4 | 69:82(11:26, 17:24, 19:11, 22:21) | Pkt:Gibson 21 Zb:Gabiński, Miller po 6 As:Gibson 5 | Hala „Orbita”, Wrocław Sędzia: Tomasz Trawicki, Wojciech Liszka, Robert Mordal |

### Finał
| 9 lutego 201420:00 | PGE Turów Zgorzelec                  | 87:90(14:25, 27:26, 24:16, 22:23) | Śląsk Wrocław                           | Hala „Orbita”, Wrocław Sędzia: Tomasz Trawicki, Wojciech Liszka, Robert Mordal |
| 9 lutego 201420:00 | Pkt:Prince 20 Zb:Kulig 12 As:Kulig 6 | 87:90(14:25, 27:26, 24:16, 22:23) | Pkt:Gabiński 21 Zb:Sulima 9 As:Gibson 8 | Hala „Orbita”, Wrocław Sędzia: Tomasz Trawicki, Wojciech Liszka, Robert Mordal |